# Тетерук (герб)

Тетерук (пол.Cietrzew,Ciecierza, Birkan odmienny, Berkhan, Birckhahn, Birckhan, Birkhahn) − шляхетський герб, ймовірно, прусського походження. Використовувався в основному серед кашубської шляхти.

## Опис герба
Герб виступав, принаймні, в трьох варіантах. Описи з використанням принципів блазонування, запропонованих Альфредом Знамієровським:
Тетерук (пол.Cietrzew, Ciecierza, Birkan odmienny, Berkhan, Birckhahn, Birckhan, Birkhahn): у червоному полі чорний тетерук (також срібло і на зеленій траві). Клейнод: золотий півмісяць, над яким дві зірки в стовп. Намет червоний, може бути підбитий чорним або золотом.
Тетерук Іа (пол.Cietrzew Ia, Birkan odmienny, Birkhahn): тетерук стоїть на зеленому пагорбі, намет підбитий золотом, в клейноді лише півмісяць.
Тетерук Ib: інший клейнод: над золотим півмісяцем три стріли, що спрямовані від нього віялом.

## Найбільш ранні згадки

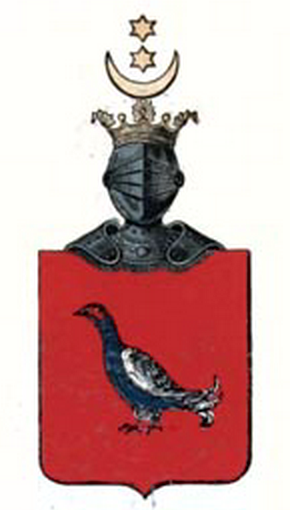
Тетерук за Павлишевим

Герб у базовому варіанті згадується в гербовниках Дачновського  (Herbarz szlachty Prus Królewskich), Несецького (Korona polska, під назвою Беркан і Тетерук), Островського (Księga herbowa rodów polskich), Лещиць (Herby szlachty polskiej), Бонецького (Herbarz polski) і Зерницького (Der polnische Adel, Die polnischen Stamwappen). Герб відомий також російським геральдистам, зокрема, Павлішеву (Herbarz rodzin szlacheckich Królestwa Polskiego najwyżej zatwierdzony). Варіант Ia описаний у Дачновського і Бонєцького. Варіант Ib був описаний Бонєцьким, на основі печаток від 1817 року, що належить братам Кенчинським.

## Роди
Кенчинські (Kętrzyński, Condarsin, Condrzinski, Contersyn, Kantrzinski, Kantrzinsky, Kantrzynski, Kantrzyński, Kantszinski, Kantzinski, Katarzyński, Katerzyński, Kaztrzynski, Kentczinski, Kentrzinski, Kentrzynski, Kentrzyński, Ketrzynski, Kęntrzynsky, Kontarsien, Kotrzinik), Сікорські ( Sikorski, Schikorski, Sicorsky, Sikorsky, Sykorski, Sykorsky).
Кенчинські використовували також прізвисько Берган (Berghan , Berghahn), що є перекладом імені герба на німецьку. З цієї причини, герб Тетерук приписувалася сім'ї Біркан (Birkan, Birckhahn, Berkhan, Berkau). Проте, ця сім'я використала іншого, хоча і схожого герба Тетерів II.
Ян Чеханович приписував герб Тетерук литвинським сім'ям із прізвищами Букомович (Bukomowicz, Bukamavićius) і Букович (Bukowicz, Bukavićius).
За словами Северина Уруського, до цього герба належала і родина Кентрович (Kętrowicz), з якої Ян, син Мартина, був занесений до книг Ковенської губерніїв 1819 і Ягучинські (Jaguczyński), з якої нащадки Фелікса, сина Антонія перевірили документи з гербом у роки 1835-66 і були записані в книги дворянства Ковенської губернії. З причин зловживання під час посвідчення дворянства в Королівстві Польському та землях Російської імперії, до інформації про ці два прізвища, слід ставитися з обережністю.

## Різновиди
- Сікорські
- Тетерук ІІ